# Berngam
Berngam is een bestuurslaag in het regentschap Binjai van de provincie Noord-Sumatra, Indonesië. Berngam telt 9285 inwoners (volkstelling 2010).